# Richard Richards
Richard Noel Richards (Key West, 24 de agosto de 1946) é um ex-astronauta norte-americano, veterano de quatro missões espaciais.
Formado em engenharia química pela Universidade do Missouri em 1969 e com um mestrado em Aeronáutica pela Universidade do Oeste da Flórida em 1970, foi comissionado como suboficial na Marinha dos Estados Unidos em 1969 e qualificado como aviador naval em 1970. Entre 1970 e 1973, ele voou em jatos A-4 Skyhawk e F-4 Phantom II integrando o 33º Esquadrão baseado na Estação Aeronaval de Norfolk, na Virgínia, sendo designado posteriormente para serviço no Mar Mediterrâneo e no Atlântico Norte a bordo dos porta-aviões USS America e USS Saratoga. Em 1976 cursou a prestigiosa Escola de Pilotos de Teste Navais dos Estados Unidos, em Patuxent River, Maryland, tornando-se piloto de testes. Nesta função testou novos sistemas de lançamento e aterrissagem por catapulta e arresto para o F/A-18 Hornet no USS America em 1979.

## NASA
Selecionado para o curso de astronautas da NASA em 1980 e qualificado em 1981, fez seu primeiro voo ao espaço em 8 de agosto de 1989 como piloto da STS-28 Columbia, uma missão com carga secreta para o Departamento de Defesa dos Estados Unidos. O segundo foi a STS-41 Discovery, onde foi o comandante, que colocou em órbita a sonda espacial Ulysses, para estudos do Sol.
A terceira missão, lançada em junho de 1992, foi a STS-50 Columbia, uma missão do Spacelab e que causou o primeiro pouso de um ônibus espacial no Centro Espacial John F. Kennedy, na Flórida, devido ao mau tempo na Base Aérea de Edwards, local originalmente assinalado para o pouso, por causa dos resquícios da passagem do furacão Darby pela área. Em setembro de 1994 ele realizou seu último voo e seu último comando, na STS-64 Discovery, em que várias experiências científicas foram realizadas por um período de dez dias, incluindo uma caminhada espacial feita com uma mochila a jato, sem ligação com a espaçonave.
Em 1998 ele retirou-se da NASA assumindo uma posição de direção na Boeing, onde trabalhou por 20 anos em setores ligados à contratos de engenharia da empresa com a agência para o ônibus espacial.